# Isiah Victor
Isiah Lamont Victor (Hopkinsville, 6 luglio 1978) è un ex cestista statunitense, professionista nella NBDL, in Europa, Sudamerica e Australia.

## Palmarès
- All-NBDL First Team (2005)
- All-NBDL Second Team (2006)